# 巴西高原
巴西高原（葡萄牙語：Planalto Brasileiro）是南美洲东部位于巴西境内的广阔高原，面积500多万平方千米，是世界上第二大高原（第一大是南極高原）。巴西高原占巴西一半以上的国土，巴西总人口的80%居住于高原上。高原的海拔平均在500米-800米间。巴西高原南高北低，这种类型称为“桌状高地”。高原南跨亚热带，接近赤道，所以气候热，降水季节分配较均匀且量大，大部分位于热带草原气候。主要生长着热带稀树草原植物，是南美洲杉的盛产地域。南纬20°以南的巴拉那河流域的高原地面上覆有大面积的熔岩。高原上的矿产资源尤为丰富，含有铁、锰、铅、锌、铬、镍、锡、石英晶、云母等多种矿藏。其中以伊塔比拉为中心的“铁矿四角地区”是世界著名的优质大铁矿区。

## 介绍
巴西高原位于南美洲中东部，北邻亚马孙平原，西接安第斯山麓，南与拉普拉塔平原相连，东临大西洋。巴西高原是地球上面积最大的高原(约500万平方千米)，平均高度1200~1500m，它是在古老变质基底上形成的起伏平缓的“桌状高地”；古老的基底岩系由花岗岩、片麻岩、片岩、千枚岩和石英岩等组成(de Almeida et al.，1981)，地表起伏比较平缓，大部分具有上升准平原特征。由于各部分构造的具体情况、隆升程度及岩性等不同，巴西高原东部(圣弗兰西斯科河以东)属大西洋地盾，曾经遭受元古代的褶皱运动及新第三纪的断裂上升作用，经过长期的侵蚀和准平原化过程，形成了现今波状起伏的高原。
巴西高原大部分地区属热带草原气候。雨季，草原上一片葱绿，杂草丛生，是良好的天然牧场。一年中有四五个月是旱季。在干旱较严重的地方，生长着一种南美洲特有的植物——巴萨尔木。这种树中间粗、两头细，像纺锤一样，因此叫“纺锤树”。它特别轻，有抗干旱的本领，一棵10米高的纺锤树只要一个人就能举起来。巴西高原不仅是巴西的农牧业重要产地，铁、锰、金刚石等矿藏也很丰富。这里的伊塔比拉铁矿，是世界著名的优质大铁矿。自1960年后，巴西首都已从里约热内卢迁到巴西高原中部的新城巴西利亚。新都城的市政布局呈“十”字形，大部分建筑环绕在人工湖中间，生活设施全部电气化。巴西高原东部有高高的脊状山岭，在里约热内卢到桑托斯一带，形成了大西洋沿岸大峭壁。大峭壁背负高原，面对大洋，从大西洋中远远望去，就像一座铜墙铁壁屹立在大洋彼岸。